# Гулига Іван Омелянович
Іван Омелянович Гулига (26 липня 1859, станиця Незамаєвська, Кубанська область - 2 червня 1934, Біла Црква, Югославія) — російський воєначальник, генерал-лейтенант, командир Пластунського корпусу Кубанської армії, учасник Першої світової війни та Громадянської війни в Росії.
Як учасник Білого руху вважався прихильником об'єднання зусиль усіх сторін у боротьбі з більшовиками, активно виступав проти проукраїнських настроїв кубанських козаків. З травня 1919 року був командиром 8-й Донський дивізії 3-го Донського корпусу Донський армії. У лютому 1920 року призначений командиром Пластунського корпусу Кубанської армії.
Після розгрому Білого руху емігрував до Югославії.